# Henryk Lichoś
Henryk Lichoś (ur. 23 stycznia 1924 w Ząbkowicach, zm. 3 października 1999) – polski działacz państwowy, wojewoda katowicki (1980–1981).

## Życiorys
Z wykształcenia był ekonomistą. W 1958 podjął pracę w delegaturze Najwyższej Izby Kontroli w Katowicach, następnie sprawował funkcję wiceprzewodniczącego Prezydium Wojewódzkiej Rady Narodowej (1960–1964). W 1964 został szefem delegatury katowickiej NIK. W grudniu 1980 uzyskał nominację na wojewodę katowickiego jako następca Zdzisława Legomskiego. Urząd pełnił do 1981.